# Monplaisir - Lumière (métro de Lyon)
Monplaisir - Lumière est une station de métro française de la ligne D du métro de Lyon, située cours Albert-Thomas au niveau de la place Ambroise-Courtois dans le quartier de Monplaisir à la limite du 3e et du 8e arrondissement de Lyon, préfecture de la région Auvergne-Rhône-Alpes.
Elle est mise en service en 1991, lors de l'ouverture à l'exploitation de la ligne D.

## Situation ferroviaire
La station Monplaisir - Lumière est située sur la ligne D du métro de Lyon, entre les stations Sans Souci et Grange Blanche.

## Histoire

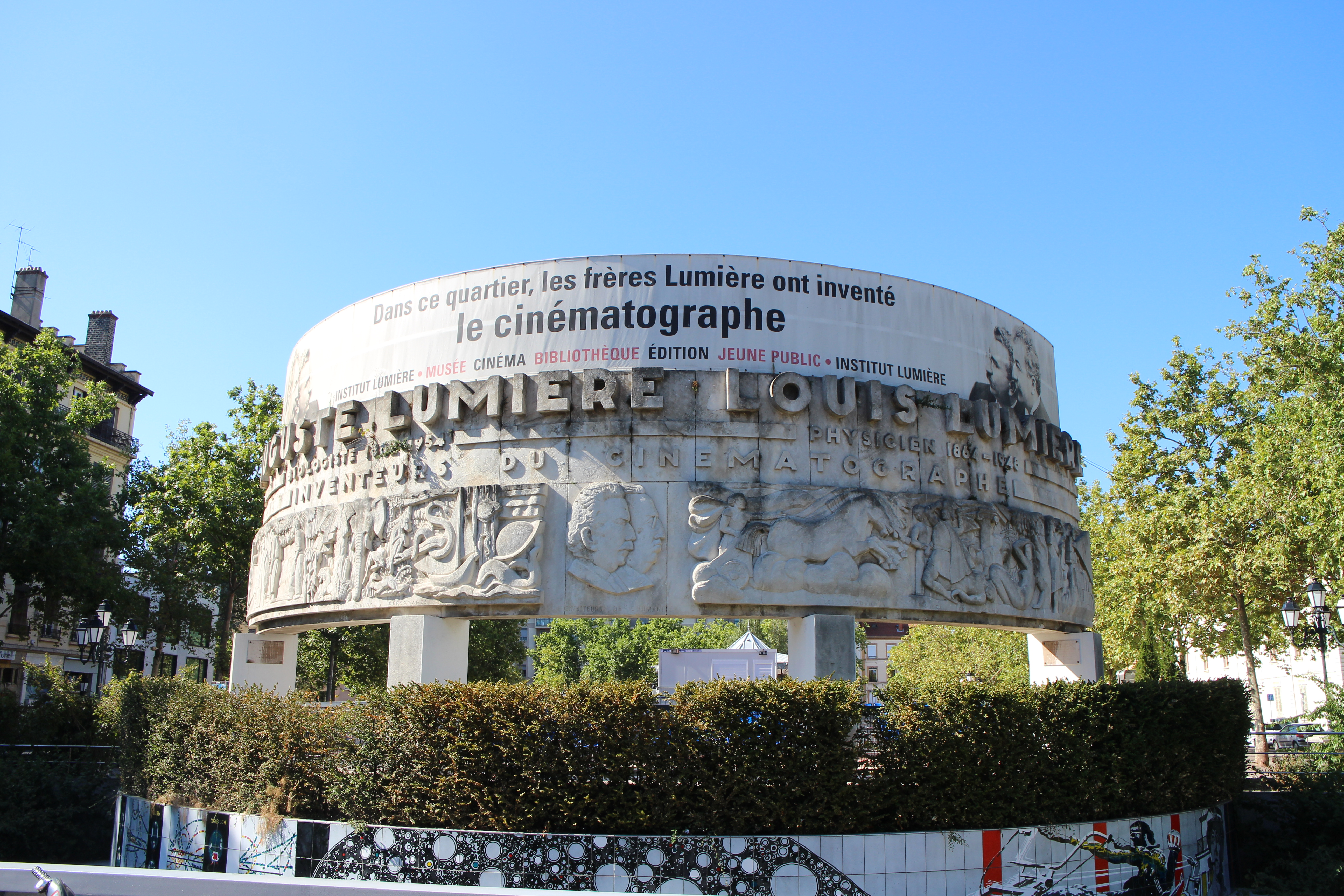
Le monument à la gloire des frères Lumière.

La station « Monplaisir - Lumière » est mise en service le 9 septembre 1991, lors de l'ouverture officielle de l'exploitation de la ligne D du métro de Lyon de la station Gorge de Loup à la station Grange Blanche.
Construite en souterrain, elle est édifiée suivant un plan classique de deux voies encadrées par deux quais latéraux. Dessinée par les architectes, René Gimbert et Jacques Vergely, elle possède un grand puits de lumière sur le quai sud en direction de Gare de Vaise, décorée d'une fresque en lave émaillée sur le thème du cinéma conçue par l’artiste Philippe Poulet et donnant sur la place Ambroise-Courtois en face de l'Institut Lumière qui donne son nom à la station.
Il n'y a pas de personnel, des automates permettent l'achat et d'autres le compostage des billets. Elle équipée d'origine d'ascenseurs pour les personnes à mobilité réduite et a été équipée de portillons d'accès le 27 avril 2006.
Elle est, en 2010, la première du réseau lyonnais à être équipée de panneaux d'information dynamique des voyageurs (IDV), panneaux indiquant notamment le temps d'attente des prochaines rames.

## Service des voyageurs

### Accueil
La station compte cinq accès, trois au nord le long du cours Albert-Thomas en direction de Gare de Vénissieux et deux au sud en direction de Gare de Vaise, un à l'ouest le long du cours Albert-Thomas et le grand puits de lumière sur la place Ambroise-Courtois comportant deux escaliers. Elle dispose dans chacun des accès de distributeur automatique de titres de transport et de valideurs couplés avec les portillons d'accès.
En plus de la fresque de Philippe Poulet sur le thème du cinéma, le puits de lumière sur la place Ambroise-Courtois est surmonté d'un monument en l'honneur des frères Lumière et indique « Dans ce quartier, Auguste et Louis Lumière inventèrent le cinématographe ».

### Desserte
Monplaisir - Lumière est desservie par toutes les circulations de la ligne.

### Intermodalité
Un arrêt d'autobus du réseau Transports en commun lyonnais (TCL), de la ligne C16, est situé à sa hauteur.
Outre les rues et places avoisinantes, elle permet de rejoindre à pied différents sites, notamment : l'Institut Lumière et le Collège-lycée du Premier film ainsi que le Lycée La Martinière-Monplaisir.